# Каино, Джером
Джером Каино (англ. Jerome Kaino, родился 6 апреля 1983 года в Фага'алу, Американское Самоа) — новозеландский профессиональный регбист самоанского происхождения, выступающий за команду «Блюз» в чемпионате Супер Регби и сборную Новой Зеландии. Является двукратным чемпионом мира по регби (2011 и 2015 годы), лучшим молодым регбистом (до 21 года) 2004 года по версии Международного совета регби, лучшим регбистом Новой Зеландии 2011 года (опередил в голосовании Ричи Маккоу и Ма’а Нону). Выступает на позиция блайндсайд-фланкера (левого фланкера), восьмого (стягивающего) и лока (замка). Также Каино является вторым уроженцем Американского Самоа и гражданином США, выступившим за сборную Новой Зеландии по регби (первым в 1931 году был Фрэнк Соломон).

## Биография

### Ранние годы
Джером Каино родился 6 апреля 1983 года в медицинском центре имени Линдона Джонсона в городе Фага'алу, расположенном в Американском Самоа (восточной части архипелага Самоа). Третий ребёнок в семье (всего шестеро детей). В возрасте 4 лет по решению дяди с семьёй переехал из родной деревни Леоне в местечко Папакура (Окленд, Новая Зеландия) — родственники утверждают, что если бы он не последовал совету дяди, то сделал бы карьеру не в регби, а в Армии США. Джером начинал играть в регбилиг за команду «Папакура Си Иглз». Учился в средней школе Папакура, где стал играть в классическое регби; продолжил игровую карьеру в колледже Сент-Кентигерн, где ему предложили стипендию регбиста. Одноклассником Каино был ещё один регбист, Джон Афоа.

### «Блюз» и «Окленд»
В 2004 году Каино дебютировал за команду Окленда в чемпионате провинций, в 2006 году — за команду «Блюз» в Супер 14. В 2012 году было объявлено о его уходе в японский клуб «Тойота Верблиц» на два года. 4 октября 2013 года Каино вернулся в Новую Зеландию и возобновил свои выступления за команду «Окленд Блюз» и команду провинции Норт-Харбор, подписав двухгодовые контракты. Его возвращение было запланировано на февраль 2014 года, момент начала сезона Супер Регби. В 2015 году «Блюз» победили в Супер Регби благодаря игре Каино. Из-за травмы Каино пропустил часть сезона 2016 года. В 2018 году перешёл во французскую «Тулузу».

### В сборной
Джером Каино дебютировал в 2006 году за сборную Новой Зеландии в двух тест-матчах против Ирландии. Ещё в 2004 году он провёл полный матч за сборную Новой Зеландии против клуба «Барбарианс», однако тестовые матчи не проводил с тех пор до 2006 года. В 2008 году Каино, которого сравнивали неоднократно с Джерри Коллинз благодаря физическим данным, стал ключевым игроком сборной Новой Зеландии. Вернувшийся после травмы в строй, Каино занял неизменную позицию левого фланкера в сборной.
В 2011 году Каино был заявлен на чемпионат мира в Новой Зеландии и сыграл ключевую роль в выступлении сборной, сыграв все 7 матчей на турнире в стартовом составе от звонка до звонка (за исключением последних нескольких секунд полуфинальной игры против Австралии. На самом турнире Каино занёс четыре попытки и внёс таким образом свой вклад в победу Новой Зеландии на чемпионате мира. Пресс-служба Международного совета регби объявила о включении Каино в число 5 лучших игроков чемпионата мира 2011 года.
По возвращении из Японии Каино временно заменял в сборной Кирана Рида, у которого случилось сотрясение мозга в первом тест-матче серии игр Штайнлагер-2014 против сборной Англии. Когда Рид вернулся в строй, Каино снова занял позицию левого фланкера, заставив Лайама Мессама уступить ему место в стартовом составе. В 2015 году Каино сыграл все 7 матчей на турнире в стартовом составе и принёс сборной второе чемпионство мира.
В 2016 Каино восстанавливался после травмы, но выступил почти во всех играх сборной Новой Зеландии, в том числе и в матче против Ирландии в Чикаго, где новозеландцы проиграли 40:29. В той встрече он играл на позиции замка, поскольку Броди Реталлик и Сэм Уайтлок в матче против Австралии получили травмы. На 45-й минуте в игре с ирландцами его заменил дебютант сборной Скотт Барретт. В 2017 году заявлен на Тихоокеанский вызов (англ. Pasifika Challenge) и серию из трёх тест-матчей против «Британских и ирландских львов»: 24 июня 2017 года вышел на позиции левого фланкера (№6) в игре на «Иден Парк» и покинул поле на 45-й минуте, уступив Арди Савеа («Олл Блэкс» победили со счётом 30:15). Во втором тест-матче сыграл меньше 30 минут из-за того, что был удалён с поля Сонни Билл Уильямс, и уступил место дебютанту Нгани Лаумапе, а «Олл Блэкс» от удара не оправились. В третьем матче Каино на 49-й минуте за захват за предплечье замка «Львов» Алана Уина Джонса получил жёлтую карточку, а Джонс, получивший удар от Каино, вынужден был уступить место Кортни Лоусу. Серия завершилась вничью 1:1.
В 2017 году на Чемпионате регби Каино был включён в заявку, но не сыграл на турнире по личным причинам, поскольку впервые за 7 лет выступил за Окленд в Кубке ITM. Из-за этого решения он уступил место в стартовом составе Лайаму Скуайру и Ваэа Фифите, которые стали основными кандидатами на место левого фланкера. На позиции восьмого (№8) Каино сыграл в матче против «Барбарианс» в конце 2017 года, однако из-за подозрения на травму крестообразной связки был заменён на 45-й минуте, уступив место Сэму Кейну. В 2018 году после ухода в «Тулузу» завершил карьеру в сборной.

## Стиль игры
Каино — универсальный нападающий задней линии, который может играть на позиции левого фланкера или стягивающего, но предпочитает именно позицию фланкера. Благодаря этому Каино считается одним из выдающихся левых фланкеров в мировом регби.

## Некоторые рекорды
- Провёл первые два матча второй сборной Новой Зеландии в рамках турне по Австралии 2005 года, после чего сыграл за команду Окленда против британской сборной «Британские и ирландские львы».
- В дебютном матче против «Барбарианс» на стадионе Туикенем в декабре 2004 года занёс попытку.
- В 2004 году признан лучшим молодым игроком, в том же году завоевал звание лучшего игрока молодёжного чемпионата мира.
- В 2004 году признан лучшим подающим надежды регбистом Новой Зеландии.
- В матче открытия чемпионата мира 2011 года против Тонга занёс попытку, всего занёс 4 попытки — рекорд для нападающих на том турнире.
- Был номинирован на приз лучшего регбиста 2011 года, но уступил Тьерри Дюсатуа[12].